# Tengoku to jigoku: Psychona futari
Tengoku to jigoku: Psychona futari (天国と地獄 ~サイコな2人～?), noto anche con il titolo internazionale Heaven and Hell: 2 Psycho People, è una serie televisiva giapponese del 2021.

## Trama
Ayako Mochizuki è una poliziotta estremamente dedita al proprio lavoro, dotata di un grande senso dell'onestà; la donna si ritrova ad arrestare Haruto Hidaka, chimico dalla vita apparentemente perfetta che però nasconde un lato inquietante della sua personalità, quello di essere uno psicopatico e un assassino. Durante il tentativo di arresto, Ayako e Haruto cadono però da un palazzo e – al loro risveglio – si ritrovano l'uno nel corpo dell'altro. Ayako deve così impedire che il criminale compia degli omicidi sfruttando la sua finta personalità.

## Distribuzione
In Giappone l'opera è stata trasmessa dalla TBS, a partire dal 17 gennaio 2021.